# 로버트 우드로 윌슨
로버트 우드로 윌슨(영어: Robert Woodrow Wilson, 1936년 1월 10일 ~)은 미국의 천문학자이다. 1964년에 우주 마이크로파 배경을 아노 알런 펜지어스와 같이 발견하였다. 이 공로로 1978년에 노벨 물리학상을 수상하였다. 그해, 노벨 물리학상은 아노 앨런 펜지어스, 로버트 우드로 윌슨과 다른 분야의 표트르 레오니도비치 카피차가 공동 수상하였다.
펜지어스와 윌슨은 뉴저지주의 Holmdel에 있는 벨 연구소에서 새로운 종류의 안테나에 대해서 연구하던 중에, 하늘의 모든 방향에서 오는 설명할 수 없는 잡음을 발견했다. 모든 가능성이 있는 잡음의 원인들을 제거한 후에(심지어 비둘기 똥을 포함해서), 그 잡음은 우주 마이크로파 배경이라는 것이 증명되었고, 이것은 대폭발 이론의 중요한 증거가 되었다.